# 金錦来
金 錦来（キム・グムネ、朝鮮語: 김금래/金錦來、1952年8月6日 - ）は、大韓民国の婦人活動家、政治家。第18代韓国国会議員、第2代女性家族部長官を歴任した。

## 経歴
江原道江陵郡（現・江原特別自治道江陵市）出身。梨花女子中学校、梨花女子高等学校、梨花女子大学校社会学科卒。オレゴン州立大学で女性学を修学した後、淑明女子大学校政策大学院修了。ソウル大学校人口および発展問題研究所幹事、韓国女性の電話創設参与・初代幹事、韓国女性団体協議会事務総長、消費者保護団体協議会実行委員、KBS視聴者意見収斂委員、民主平和統一諮問会議諮問委員、統一大行進準備会談南側実務代表、21世紀女性メディアネットワーク共同代表、ソウル特別市女性委員、ビジョン韓国常任執行委員、ハンナラ党女性局局長、ソウル女性財団常任理事、社団法人アキア連帯常任代表、ソウル市東部女性プラザ代表、ソウル市傘下財団法人「ソウル女性」代表、ハンナラ党第17代大統領選挙李明博大統領候補秘書室副室長・中央女性委員会委員長、第18代国会文化体育放送通信委員会委員・女性委員会委員・保健福祉家族委員会委員・女性委員会幹事、ハンナラ党人材迎入委員会委員・選挙管理委員会委員、女性家族部長官（2011年9月16日～2013年3月11日）を務めた。

## 賞勲
- 国民勲章木蓮章[1]

## エピソード
女性家族部長官在任中は青少年のゲーム中毒を防ぐために、16歳未満の者に0時から朝6時の間にゲームサイトに接続させないいわゆる「シャットダウン制」の施行を主導した。
2012年6月13日、蚕室野球場で開かれた「2012八道プロ野球」LGツインズとSKワイバーンズの試合の始球式を担当した。